# Oenoptila interrupta
Oenoptila interrupta är en fjärilsart som beskrevs av W. Warren 1897. Oenoptila interrupta ingår i släktet Oenoptila och familjen mätare. Inga underarter finns listade i Catalogue of Life.